# Spolvero

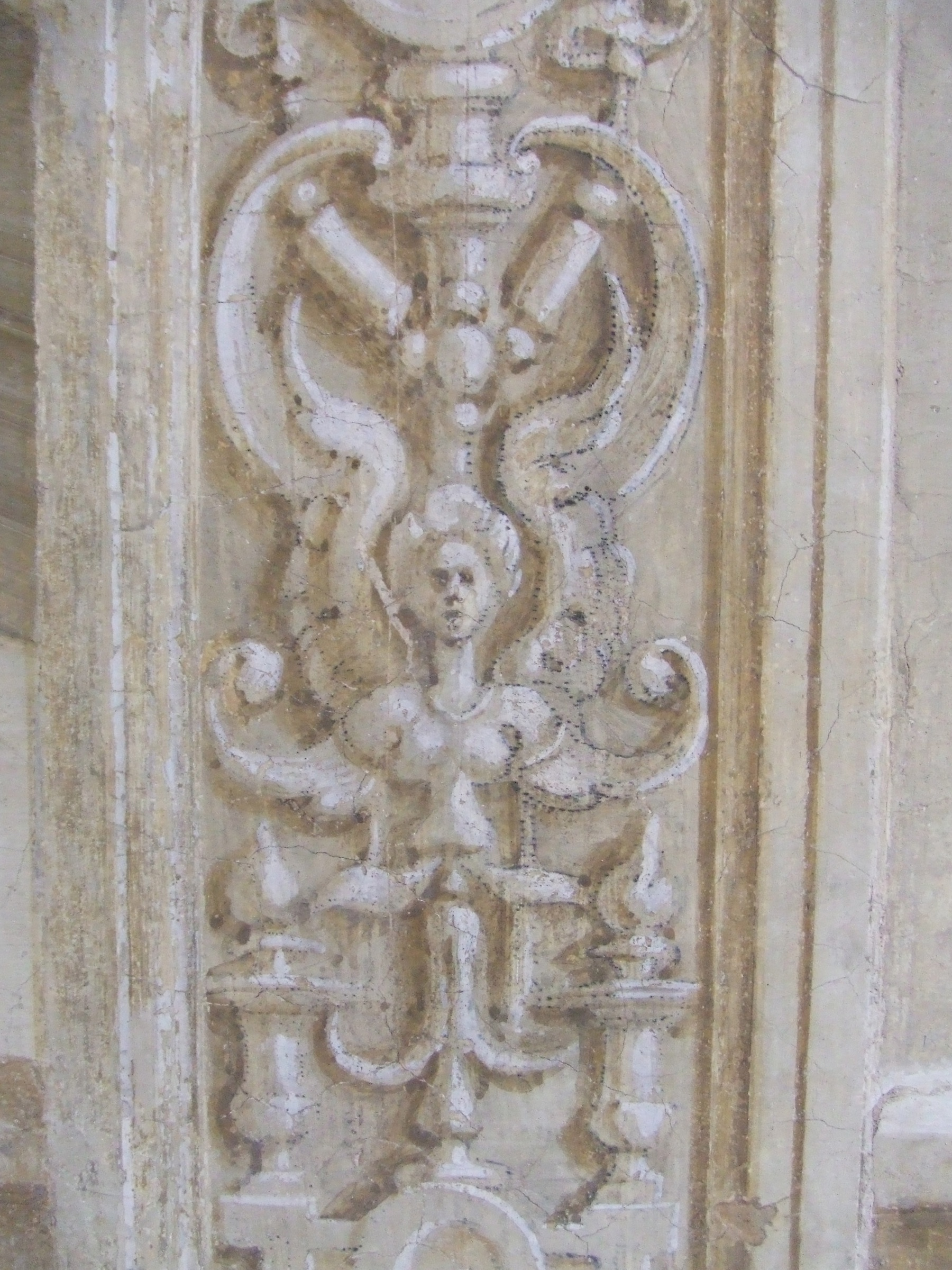
Traces de spolvero sur une frise verticale au cloître du Scalzo (Andrea del Sarto).

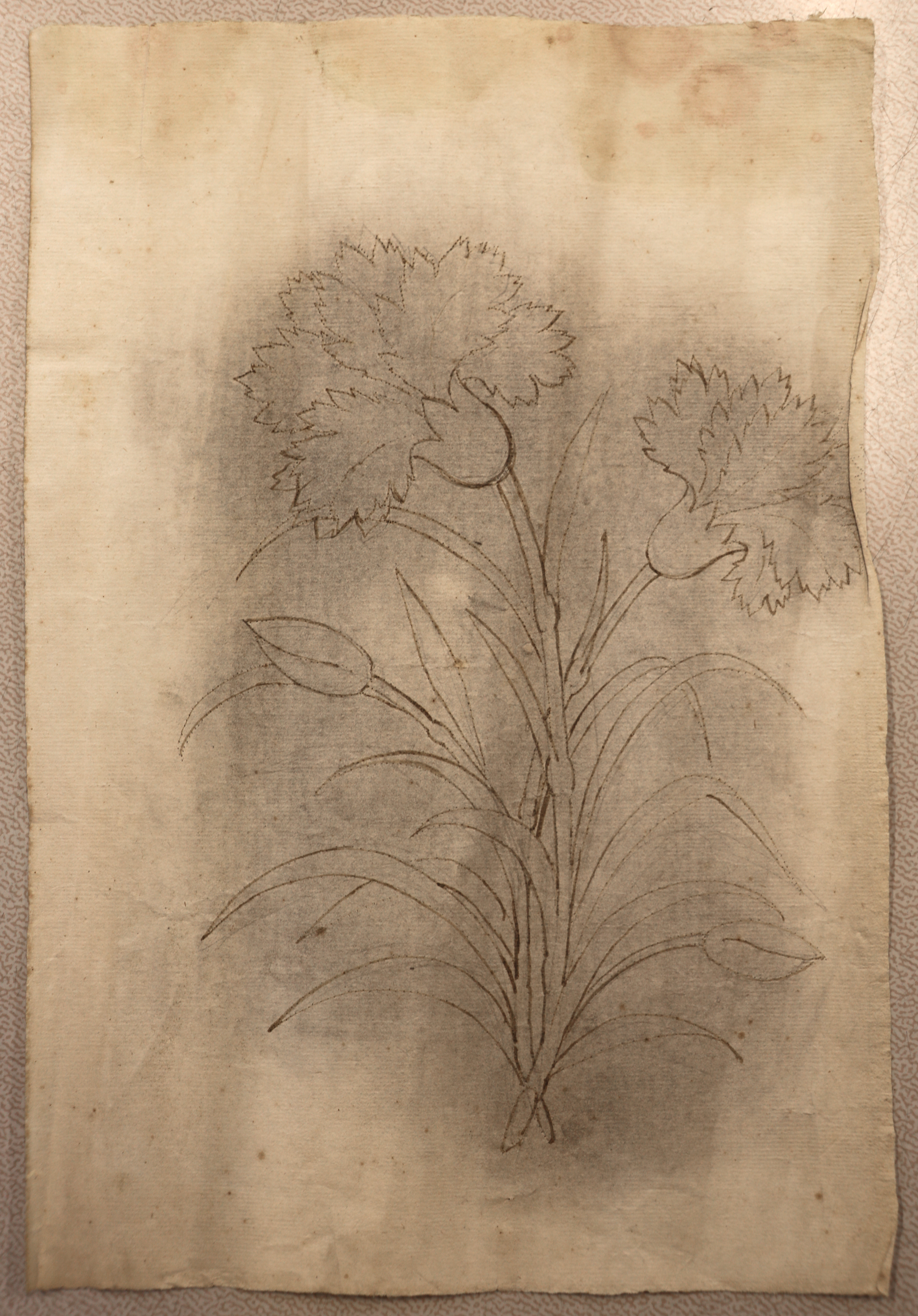
Feuille utilisée pour le poncif d’un décor architectural, Toscane, XVIIIᵉ siècle

Le spolvero est un terme italien (dérivé de polvere, « poudre ») qui désigne une technique de transfert d'un dessin préparatoire sur le support de la composition picturale. Cette technique est également appelée « technique de transfert au poncif ».
Cette méthode fut abondamment utilisée à la Renaissance italienne dans le travail des ateliers et surtout celui malaisé des fresques sur les voûtes des édifices. Cette méthode a permis également les reports en série d'un même motif en peinture traditionnelle, mais aussi en porcelaine et céramique.

## Technique
Le carton portant le dessin à l'échelle est percé minutieusement avec une pointe en ivoire, en bois ou en métal, dure et acérée, de tous les motifs que le peintre souhaite reporter en prenant soin de peu espacer les trous. Le carton est fixé alors sur la surface à peindre. Un sachet, la ponce, fait d'une étoffe de lin à tissure lâche, contenant une poudre de charbon de bois, de sinopia, de noir de fumée, de  pierre noire en poussière ou une autre matière colorée finement broyée, permet le transfert par tamponnage ou frottement depuis le carton vers le support final. La poussière se dépose ainsi en petits points sur la surface à peindre où elle adhère. Le dessin apparait sous forme de lignes en pointillés. Les traces transférées par les assistants permettaient alors de compléter l'esquisse suivant les dessins du maître, qui finissait le travail pictural par les méthodes traditionnelles de la fresque ou de la tempera.

## Détection
Certaines peintures à fresque conservent encore les traces de spolveri. Pour la peinture traditionnelle, le spolvero peut être mis en évidence par analyse multispectrale, quand la couche picturale n'est pas trop absorbante. On en a notamment démontré l'usage dans plusieurs tableaux de Léonard de Vinci, dont La Dame à l'hermine, La Vierge, l'Enfant Jésus et sainte Anne et, en 2020, La Joconde,.